# لی جین-سول
لی جین-سول (کره‌ای: 이진솔؛ زادۀ ۴ دسامبر ۲۰۰۱) خواننده و بازیگر اهل کره جنوبی است. او خوانندۀ اصلی گروه دخترانۀ ایپریل بود. از مجموعه‌هایی که وی در آن نقش‌آفرینی کرده می‌توان به راز گناهکار اشاره کرد.